# 公文書管理条例
公文書管理条例（こうぶんしょかんりじょうれい）とは、日本の各地方公共団体が公文書の管理について定める条例。

## 概要
公文書管理について公文書の作成・取得の段階から、廃棄又は公文書館への移管されて保管・利用されるライフサイクルを通じて適切に行うことを規定している。
具体的には作成の段階から分類や保存期間や保管等の総合的な行政文書管理システム、歴史的文書と認定した場合の保存等が規定されている。行政文書だけでなく、実質的に地方公共団体の一部をなす法人（地方独立行政法人・地方三公社）の文書管理についても独立性や自律性を配慮した上で規定されている例がある。
全国で初めて公文書管理条例が制定されたのは、2001年に熊本県宇土市で制定された宇土市文書管理条例である。
総務省が実施した調査では、2017年10月1日時点において、すべての都道府県と政令指定都市が公文書管理条例等を制定済みで、政令指定都市以外の市町村・特別区については1721団体中1605団体が制定済みとなっている（いずれも規則、規程、要綱等で定める地方公共団体団体を含む）。